# Lost Without You
A Lost Without You egy pop-ballada szám, melyet Bridget Benenate és Matthew Gerrard írtak, utóbbi zenei producere is volt a dalnak, mely Delta Goodrem bemutatkozó Innocent Eyes albumán jelent meg.
2003. március 3-án jelent meg kislemez formájában Ausztráliában, majd 2003 közepén a világ számos más országában. A dal szintén number-one helyezést ért el Ausztráliában, Új-Zélandon, az Egyesült Királyságban, valamint Svédországban a Top 10-ben kapott helyet. Goodrem a dal mixelt változatát megjelentette az USA-ban is 2005. június 28-án, ahol digitális formában lehetett letölteni.

## A dal szereplése az eladási listákon
2003 februárjában az ausztrál rádiós játszási listák kedvelt dala volt. Március 10-én az ARIA kislemez eladási lista első helyén debütált, kiütve onnan Christina Aguilera Beautiful című dalát. Delta második number-one sikerét aratta ezzel a dallal, és egy hét után már arany minősítést ért el. A második héten a t.A.T.u. együttes All the things she said dala letaszította az élről, de a harmadik héten ismét átvette a vezetést a lista élén. Még két hétig vezette az eladási listát, összesen 12 hétig szerepelt a Top 10-ben, 18 hétig a Top 50-ben, és 32 hétig a Top 100-ban. Ez volt a hetedik legtöbb példányszámban eladott kislemez 2003-ban Ausztráliában, és dupla-platina minősítést ért el az eladási adatok alapján.
Új-Zélandon a RIANZ listáján a 31. helyen debütált 2003. júniusában, és csak 11 héttel később sikerült a negyedik helyre kerülnie, összesen 19 hétig szerepelt a listán.
Az Egyesült Királyságban 2003 júniusában a negyedik helyen nyitott a kislemez eladási listán, és ezzel Delta második Top 10-es sikerét aratta. Három hétig szerepelt a Top 10-ben, 11 hétig pedig a Top 25-ben. Írországban a dal a 15. helyen debütált, és 13 hétig szerepelt a listákon. Az U.S. Billboard Hot Adult Contemporary Tracks listán 2005. júliusában a 36. helyen debütált, 11 héttel később sikerült a 18. helyre kerülnie, és 20 hétig szerepelt a listán. A 2005-ben megrendezett World Music Awards-on Delta élőben is elénekelte a dalt a nagyközönségnek.

## Videóklip
A dalhoz két videóklip is készült, az első világszerte, a második viszont csak az USA-ban jelent meg.
Az első klipet Katie Bell rendezte, Rockhampton-ban vették fel, és 2003. február 17-én mutatták be, míg a második klipet Kaliforniában forgatták le és 2005 augusztusában jelent meg az USA-ban.
Delta ezzel kapcsolatban elmondta:
"Az előző videó elkészítéséhez képest ez sokkal pihentetőbb volt. Sokkal lazábban kezeltük a dolgokat és szabadabbnak éreztük magunkat ezzel kapcsolatban. A korábbi klip sokkal komolyabbnak tűnik, ebben pedig a hangulat és minden teljesen más, nagyon boldognak éreztem magam."

## Feldolgozások
Darren Hayes 2003-ban az ARIA díjátadó ünnepségen énekelte el a dalt, mikor is Delta betegsége miatt nem tudta vállalni a fellépést. Jaci Velasquez szintén feldolgozta a dalt, melynek szövegén is változtatott, és a 2003-ban megjelent Unspoken című albumán hallható. Az ausztrál Fido együttes pedig a dal rockosabb változatát készítette el, és a MySpace oldalukon tették elérhetővé.

## Diszkográfiája
Ausztrália CD kislemez
- Lost Without You – 4:10
- Lost Without You (acoustic) – 4:08
- In My Own Time – 4:06

UK CD kislemez 1
- Lost Without You – 4:10
- Lost Without You (acoustic) – 4:08
- In My Own Time – 4:06
- Lost Without You (music video)

UK CD single 2
- Lost Without You – 4:10
- Hear Me Calling – 3:48
- Lost Without You (Smash 'N' Grab remix) – 4:04

Hivatalos Mixek
- Lost Without You (album version)
- Lost Without You (acoustic)
- Lost Without You (the Luge remix)
- Lost Without You (Smash 'N' Grab remix)
- Lost Without You (Smash 'N' Grab extended remix)
- Lost Without You (Soulchild remix)
- Lost Without You (U.S. mix)

## Helyezések a kislemez eladási listákon
| Chart (2003)                      | Helyezés |
| --------------------------------- | -------- |
| Ausztrália ARIA Singles Chart     | 1        |
| Új-Zéland RIANZ Singles           | 4        |
| UK Singles Chart                  | 4        |
| Svédország Singles Chart          | 9        |
| Ausztria Singles Chart            | 14       |
| Írország Singles Chart            | 15       |
| Németország Singles Chart         | 27       |
| Hollandia Singles Chart           | 35       |
| Chart (2004)                      | Helyezés |
| Svájc Singles Chart               | 47       |
| Chart (2005)                      | Helyezés |
| U.S. Billboard Adult Contemporary | 18       |

## Fordítás
- Ez a szócikk részben vagy egészben  a   Lost_Without_You című angol Wikipédia-szócikk fordításán alapul.  Az eredeti cikk szerkesztőit annak laptörténete sorolja fel. Ez a jelzés csupán a megfogalmazás eredetét és a szerzői jogokat jelzi, nem szolgál a cikkben szereplő információk forrásmegjelöléseként.